# Jean-Marie Mokoko
Jean-Marie Michel Mokoko (Mossaka, 19 marzo 1947) è un generale e politico della Repubblica del Congo.
Ha ricoperto in particolare le funzioni di Capo di Stato Maggiore Generale delle Forze Armate del Congo-Brazzaville ed è stato consigliere del presidente Denis Sassou-Nguesso.
Candidato alle elezioni presidenziali del marzo 2016, ottiene il 13,74% dei voti e arriva terzo su nove candidati. Tuttavia, non riconosce la rielezione di Denis Sassou-Nguesso (al potere da oltre 35 anni) e invita alla disobbedienza civile. Arrestato nel giugno 2016, è stato condannato l'11 maggio 2018 a 20 anni di prigione per «attentato alla sicurezza interna dello Stato».

## Biografia

### Istruzione e formazione militare
Frequenta la Scuola Militare Preparatoria Général Leclerc a Brazzaville.
Prepara in seguito il concorso d'ingresso all'École Spéciale Militaire de Saint-Cyr, presso la Corniche Bournazel del Lycée Dumont d'Urville di Tolone, ed entra nel 1970 all'École Spéciale Militaire de Saint-Cyr. Durante questo periodo la scuola era diretta dal Generale di brigata Jean Richard.
Dal 1970 al 1972, è allievo ufficiale appartenente alla promozione n. 157 "Général de Gaulle", insieme agli ex CEMA (Capo di Stato Maggiore delle Forze Armate) ivoriano e senegalese, il Generale Mathias Doué e il Generale Babacar Gaye, al defunto Generale Ilunga Shamanga, Capo di Stato Maggiore particolare del Maresciallo Mobutu Sese Seko, e ai seguenti ufficiali francesi: il Generale Bernard Périco, ex Comandante della Brigata dei Vigili del Fuoco di Parigi, il Generale di Corpo d'Armata Jean-Loup Moreau [3] e il Generale Elrick Irastorza, ex Capo di Stato Maggiore dell'Esercito francese.
I due congolesi di questa promozione sono: Emmanuel Eta Onka e Jean-Marie Michel Mokoko. Vi ritrovano Sébastien Goma, di una promozione precedente. Jean-Marie Michel Mokoko è anche della stessa promozione dei seguenti militari senegalesi: il Colonnello Mbaye Faye (ex vice-Capo di Stato Maggiore), il Colonnello della Gendarmeria Alioune Badara Niang (ex Direttore Generale del Porto autonomo di Dakar, così come Pathé Ndiaye), il Generale Abdoulaye Dieng (ex Ambasciatore del Senegal in Guinea-Bissau) e l'Intendente Colonnello Oumar Niang.
Jean-Marie Michel Mokoko prosegue i suoi studi all'École d'Application du génie di Angers. Successivamente si diploma all'École d'État-major di Compiègne.

## Carriera
- 1977-1983: Direttore centrale del Genio. All'epoca, il Colonnello Victor Ntsikakabala era Capo di Stato Maggiore Generale.
- 1983-1987: Comandante della zona autonoma di Brazzaville e del 3° Reggimento di fanteria motorizzata.
- 1984-1987: Comandante delle Forze terrestri, cumulativamente con le funzioni precedenti. Sotto il comando del Colonnello Emmanuel Elenga, Capo di Stato Maggiore Generale.
- 1987-1993: Capo di Stato Maggiore Generale delle Forze Armate Congolesi.
- Il 1° gennaio 1990, viene promosso al grado di generale di brigata insieme a Louis Sylvain-Goma, Raymond Damase Ngollo, Emmanuel Ngouélondélé Mongo e Norbert Dabira.

### Sul piano nazionale
Tra il 1977 e il 1993, Jean-Marie Michel Mokoko ha ricoperto ruoli chiave nell'esercito congolese: Direttore centrale del Genio, Comandante della zona di Brazzaville e del 3° Reggimento di fanteria, Comandante delle Forze terrestri e, infine, Capo di Stato Maggiore Generale delle Forze Armate. Promosso Generale di brigata nel 1990, ha cercato, con l'arrivo della democrazia, di ridurre l'influenza politica dei militari tentando di depoliticizzare le forze armate.

### Sul piano internazionale
Dopo aver lasciato l'esercito, Jean-Marie Michel Mokoko ha intrapreso una carriera diplomatica focalizzata sulla pace e sicurezza in Africa. Ha lavorato come consulente per la Commissione Internazionale dei Giuristi e partecipato a numerose iniziative e missioni dell'Unione Africana (UA) relative a crisi in Burundi, Costa d'Avorio (dove è stato Rappresentante Speciale UA e mediatore), Regione dei Grandi Laghi, Ciad/Sudan, Libia e Mali (ricoprendo vari ruoli di consigliere e capo ufficio UA).
Il suo impegno più significativo è stato nella Repubblica Centrafricana, dove ha guidato le missioni dell'UA (MISCA e MISAC) tra il 2013 e il 2016, presiedendo anche il gruppo internazionale G8 per la stabilizzazione del paese.
Parallelamente a questi incarichi internazionali, è stato Consigliere speciale per la pace e la sicurezza del presidente congolese Sassou-Nguesso dal 2005 al 2013.
Nel luglio 2015, mentre era ancora in missione per l'UA e consigliere di Sassou-Nguesso, si è opposto pubblicamente alla modifica costituzionale voluta dal presidente per ottenere un terzo mandato. Questa presa di posizione ha aumentato la sua popolarità, facendolo emergere come un potenziale e temibile avversario politico del presidente uscente.

## Elezioni presidenziali 2016, controverse ed incarcerazione
Dopo aver lasciato il suo incarico per l'Unione Africana, Jean-Marie Michel Mokoko torna in Congo nel febbraio 2016 per candidarsi alle elezioni presidenziali, ma viene accolto con ostilità. Ufficializza la candidatura ma subisce pressioni: gli viene impedito di viaggiare e viene diffuso un video che lo accusa di pianificare un colpo di Stato, portando all'avvio di un'indagine.
Alle elezioni di marzo 2016 ottiene il 13,74% (3° posto), ma contesta la rielezione di Sassou-Nguesso e lancia un appello alla disobbedienza civile. Poco dopo viene messo agli arresti domiciliari e poi arrestato formalmente nel giugno 2016 con accuse di attentato alla sicurezza dello Stato, detenzione illegale di armi e incitamento ai disordini.
Dopo due anni di detenzione preventiva, viene processato nel 2018. Durante il processo, segnato da irregolarità (testimoni assenti, esperti che rifiutano di deporre), invoca l'immunità e il diritto al silenzio. Viene condannato a 20 anni di prigione, definendo il processo un "regolamento di conti politico".
Nell'agosto 2018, un gruppo di lavoro ONU qualifica la sua detenzione come "arbitraria" e ne chiede il rilascio, ma il governo congolese respinge la richiesta. Successivamente, le sue condizioni di detenzione peggiorano, con restrizioni alle visite, denunciate dai suoi avvocati e da ONG. Il caso viene sollevato anche a livello diplomatico dalla Francia. Nell'ottobre 2019, gli viene concesso solo un breve permesso per il funerale della madre, che lui rifiuta per protesta.

## Decorazioni militari
- 1987 : Dignité de grand officier du mérite congolais
- Commandeur de la Légion d'honneur française (1990)
- Commandeur de l'ordre de la reconnaissance centrafricaine (2014)